# Stephen H. Burum
Stephen Henry Burum  (* 25. November 1939 in Dinuba, Kalifornien) ist ein US-amerikanischer Kameramann.

## Leben
Nachdem der gebürtige Kalifornier Stephen Henry Burum in den 1960er Jahren am UCLA School of Theater, Film and Television graduierte und einige Zeit dort als Dozent lehrte, arbeitete er einige Zeit für die Walt Disney anthology television series, bevor er seinen Wehrdienst bei der United States Army absolvierte. Seine Dienstzeit verbrachte er beim Army Pictorial Center, wo er Lehrfilme für die Army drehte. Anschließend kehrte er nach Kalifornien zurück, wo er als Kameramann für Werbespots, Fernsehshows und Low-Budget-Filme arbeitete. Seine ersten größeren Aufträge hatte er für die Second unit von Francis Ford Coppola Apocalypse Now und Carroll Ballards Der schwarze Hengst.
Burum war dreimal für den ASC Award nominiert und konnte diesen für seine Kameraarbeit an der Filmbiographie Jimmy Hoffa gewinnen. Für Jimmy Hoffa war er 1993 auch für einen Oscar in der Kategorie Beste Kamera nominiert. Für sein Lebenswerk erhielt er 2008 den ASC Lifetime Achievement Award.

## Filmografie (Auswahl)
- 1973: Blutbad des Schreckens (Scream Bloody Murder)
- 1980: Goldene Träume – Eine olympische Love-Story (The Golden Moment: An Olympic Love Story)
- 1982: Der große Zauber (The Escape Artist)
- 1982: Entity – Es gibt kein Entrinnen vor dem Unsichtbaren, das uns verfolgt (The Entity)
- 1983: Das Böse kommt auf leisen Sohlen (Something Wicked This Way Comes)
- 1983: Die Outsider (The Outsiders)
- 1983: Die verwegenen Sieben (Uncommon Valor)
- 1983: Rumble Fish
- 1984: Der Tod kommt zweimal (Body Double)
- 1985: Die Braut (The Bride)
- 1985: St. Elmo’s Fire – Die Leidenschaft brennt tief (St. Elmo’s Fire)
- 1986: 8 Millionen Wege zu sterben (8 Million Ways to Die)
- 1986: Der Nussknacker (Nutcracker)
- 1987: The Untouchables – Die Unbestechlichen (The Untouchables)
- 1988: Arthur 2 – On the Rocks (Arthur 2: On the Rocks)
- 1989: Der Rosenkrieg (The War of the Roses)
- 1989: Die Verdammten des Krieges (Casualties of War)
- 1991: Na typisch! (He Said, She Said)
- 1992: Jimmy Hoffa (Hoffa)
- 1992: Man Trouble – Auf den Hund gekommen (Man Trouble)
- 1992: Mein Bruder Kain (Raising Cain)
- 1993: Carlito’s Way
- 1994: Shadow und der Fluch des Khan (The Shadow)
- 1996: Mission: Impossible
- 1997: Ein Vater zuviel (Fathers’ Day)
- 1998: Spiel auf Zeit (Snake Eyes)
- 1999: Mystery Men
- 2000: Mission to Mars
- 2002: Leben oder so ähnlich (Life or Something Like It)
- 2004: Bekenntnisse einer Highschool-Diva (Confessions of a Teenage Drama Queen)

## Auszeichnungen
Oscar
- 1993: Nominierung für die Beste Kamera mit Jimmy Hoffa